# Gyromitra
Genre
Synonymes
- Fastigiella Benedix[2]
- Gyrocephalus Pers.[2]
- Maublancomyces Herter[2]
- Neogyromitra S. Imai[2]
- Paradiscina Benedix[2]
- Physomitra Boud.[2]
- Pleopus Paulet[2]

Gyromitra est un genre de champignons de la famille des Discinaceae.
La gyromitrine contenue dans les Gyromitra sp., un dérivé de l'hydrazine, est neurotoxique et serait à l'origine de cas de sclérose latérale amyotrophique,.

## Liste d'espèces
Selon BioLib (4 mars 2019) :
- Gyromitra ambigua (P. Karst.) Harmaja
- Gyromitra esculenta (Pers.) Fr.
- Gyromitra fastigiata (Krombh.) Rehm
- Gyromitra gigas (Krombh.) Cooke
- Gyromitra infula (Schaeff.) Quél.
- Gyromitra montana Harmaja

Selon Catalogue of Life (4 mars 2019) :
- Gyromitra accumbens Harmaja, 1986
- Gyromitra ambigua (P. Karst.) Harmaja, 1969
- Gyromitra apiculatula (McKnight) Berthet, 1972
- Gyromitra arctica Vassilkov, 1969
- Gyromitra bubakii Velen., 1922
- Gyromitra californica (W. Phillips) Raitv., 1965
- Gyromitra chirripoensis L. D. Gómez, 1972
- Gyromitra columbiana Harmaja, 1986
- Gyromitra convoluta (Seaver) Van Vooren, 2009
- Gyromitra discinoides (S. Imai) S. Imai, 1954
- Gyromitra esculenta (Pers.) Fr., 1849
- Gyromitra fluctuans (Nyl.) Harmaja, 1986
- Gyromitra gigas (Krombh.) Cooke, 1878
- Gyromitra infula (Schaeff.) Quél., 1886
- Gyromitra intermedia (Benedix) Harmaja, 1976
- Gyromitra korfii (Raitv.) Harmaja, 1973
- Gyromitra korshinskii (Jacz.) P. M. Kirk, 2015
- Gyromitra lactea J. Z. Cao, L. Fan & B. Liu, 1990
- Gyromitra larryi (McKnight) Harmaja, 1976
- Gyromitra leucoxantha (Bres.) Harmaja, 1969
- Gyromitra longipes Harmaja, 1979
- Gyromitra macrospora (Bubák) Harmaja, 1973
- Gyromitra mcknightii Harmaja, 1986
- Gyromitra melaleucoides (Seaver) Pfister, 1980
- Gyromitra microspora (Donadini) Harmaja, 1986
- Gyromitra neuwirthi Velen., 1922
- Gyromitra olympiana (Kanouse) Harmaja, 1973
- Gyromitra parma (J. Breitenb. & Maas Geest.) Kotl. & Pouzar, 1974
- Gyromitra recurva (Snyder) Harmaja, 1978
- Gyromitra sichuanensis Korf & W. Y. Zhuang, 1985
- Gyromitra slonevskii V. P. Heluta, 2001
- Gyromitra sphaerospora (Peck) Sacc., 1889
- Gyromitra spinosospora (Lucchini & Pelland.) A. Koch, Christan & Lohmeyer, 1996
- Gyromitra splendida Raitv., 1974
- Gyromitra tasmanica Berk. & Cooke, 1878
- Gyromitra warnei (Peck) Harmaja, 1973
- Gyromitra xinjiangensis J. Z. Cao, L. Fan & B. Liu, 1990

Selon Index Fungorum (4 mars 2019) :
- Gyromitra accumbens Harmaja 1986
- Gyromitra ambigua (P. Karst.) Harmaja 1969
- Gyromitra antarctica Rehm 1899
- Gyromitra anthracobia Loizides, P.-A. Moreau & Bellanger 2018
- Gyromitra apiculatula (McKnight) Berthet 1972
- Gyromitra arctica Vassilkov 1969
- Gyromitra bubakii Velen. 1922
- Gyromitra californica (W. Phillips) Raitv. 1965
- Gyromitra chirripoensis L.D. Gómez 1972
- Gyromitra columbiana Harmaja 1986
- Gyromitra convoluta (Seaver) Van Vooren 2009
- Gyromitra costata (Schwein.) Cooke 1878
- Gyromitra discinoides (S. Imai) S. Imai 1954
- Gyromitra esculenta (Pers.) Fr. 1849
- Gyromitra fluctuans (Nyl.) Harmaja 1986
- Gyromitra gigas (Krombh.) Cooke 1878
- Gyromitra infula (Schaeff.) Quél. 1886
- Gyromitra intermedia (Benedix) Harmaja 1976
- Gyromitra khanspurensis Jabeen & Khalid 2017
- Gyromitra korfii (Raitv.) Harmaja 1973
- Gyromitra korshinskii (Jacz.) P.M. Kirk 2015
- Gyromitra labyrinthica Fr. 1872
- Gyromitra lactea J.Z. Cao, L. Fan & B. Liu 1990
- Gyromitra larryi (McKnight) Harmaja 1976
- Gyromitra leucoxantha (Bres.) Harmaja 1969
- Gyromitra longipes Harmaja 1979
- Gyromitra macrospora (Bubák) Harmaja 1973
- Gyromitra mcknightii Harmaja 1986
- Gyromitra melaleucoides (Seaver) Pfister 1980
- Gyromitra microspora (Donadini) Harmaja 1986
- Gyromitra neuwirthii Velen. 1922
- Gyromitra olympiana (Kanouse) Harmaja 1973
- Gyromitra parma (J. Breitenb. & Maas Geest.) Kotl. & Pouzar 1974
- Gyromitra pratensis Velen. 1934
- Gyromitra queletii Schulzer 1885
- Gyromitra recurva (Snyder) Harmaja 1978
- Gyromitra sichuanensis Korf & W.Y. Zhuang 1985
- Gyromitra slonevskii V.P. Heluta 2001
- Gyromitra sphaerospora (Peck) Sacc. 1889
- Gyromitra spinosospora (Lucchini & Pelland.) A. Koch, Christan & Lohmeyer 1996
- Gyromitra splendida Raitv. 1974
- Gyromitra suspecta (Krombh.) J. Schröt. 1893
- Gyromitra tasmanica Berk. & Cooke 1878
- Gyromitra ticiniana Littini 1988
- Gyromitra warnei (Peck) Harmaja 1973
- Gyromitra xinjiangensis J.Z. Cao, L. Fan & B. Liu 1990